# دهستان للر و کتک
دهستان للر و کتک نام دهستانی در بخش چلو شهرستان اندیکا، استان خوزستان در ایران است.

## جمعیت
بر اساس سرشماری مرکز آمار ایران در سال ۱۳۸۵، جمعیت آن ۳۹۹۱ نفر (۶۷۰ خانوار) بوده‌است.

## آثار تاریخی
مکانهای تاریخی که در دهستان للر و کتک ثبت شده اند، اولین اثر بردگوری‌های باغات کتک در شهرستان اندیکا، بخش چلو دهستان للر و کتک ۲ کیلومتری شمال غربی روستای کتک، در دامنه کوه کی نو قرار دارد و این اثر در تاریخ ۲۶ اسفند ۱۳۸۷ با شمارهٔ ثبت ۲۵۹۹۵ به‌عنوان یکی از آثار ملی ایران به ثبت رسیده است. دومین اثر  این منطقه، محوطه چنگا مربوط به سده‌های میانه دوران‌های تاریخی پس از اسلام و در  ۱/۵ کیلومتری شمال غرب روستای کتک بزرگ واقع شده و این اثر در تاریخ ۲۶ اسفند ۱۳۸۷ با شمارهٔ ثبت ۲۵۹۶۶ به‌عنوان یکی از آثار ملی ایران به ثبت رسیده است. سومین اثر ثبت شده محوطه ده کیدیده (ده کیدی) مربوط به سده‌های اولیه و میانه دوران‌های تاریخی پس از اسلام است و در شهرستان اندیکا، بخش چلو، دهستان للر و کتک، ۱ کیلومتری جنوب غرب روستای کتک واقع شده و این اثر در تاریخ ۲۶ اسفند ۱۳۸۷ با شمارهٔ ثبت ۲۵۹۹۲ به‌عنوان یکی از آثار ملی ایران به ثبت رسیده است.  و محوطه چال دیره مربوط به دوره هخامنشی - سده‌های میانه و متاخر دوران‌های تاریخی پس از اسلام است و در دهستان للر کتک، ۶ کیلومتری جنوب شرقی روستای کتک واقع شده و این اثر در تاریخ ۲۶ اسفند ۱۳۸۷ با شمارهٔ ثبت ۲۵۹۹۰ به‌عنوان یکی از آثار ملی ایران به ثبت رسیده است.